# Axel Corti
Axel Corti (París, 7 de mayo de 1933-Oberndorf bei Salzburg, 29 de diciembre de 1993) fue un director de cine y guionista austriaco. Fue galardonado con el premio San Sebastián al mejor director en 1986, por su película Bienvenidos a Viena.
Axel Corti nació en París en 1931 en el seno de una familia austriaca. Estudió en Francia y comenzó a trabajar en la radio de Tirol en la década de 1950. Se inició en el teatro en Viena, pasó a la televisión y se dio  a conocer internacionalmente en el cine con la trilogía de Viena, que describe la vida de los austriacos desde la anexión a la Alemania nazi hasta el final de la Segunda Guerra Mundial y por la que obtuvo diversos premios como la Concha de plata al mejor director y el Verleihung der Goldenen Kamera.
Su última película fue La puta del rey, una coproducción internacional de mayor presupuesto, basada en la novela del escritor francés Jacques Tournier.

## Filmografía destacada
- Trilogía de Viena[4]
  - Dios ya no cree en nosotros (1982)
  - Santa Fe (1986)
  - Bienvenidos a Viena (1986)
- La puta del rey (1990)[5]

## Premios y distinciones
Festival Internacional de Cine de San Sebastián
| Año  | Categoría                         | Película                                | Resultado |
| ---- | --------------------------------- | --------------------------------------- | --------- |
| 1986 | Concha de Plata al mejor Director | Welcome in Vienna 3 : Welcome in Vienna | Ganador   |